# 1,3-双(二苯基膦)丙烷
1,3-双(二苯基膦)丙烷 (dppp)是一种配位化学当中的二膦配体。
二膦可以通过二苯基膦锂与1,3-二氯丙烷反应制备：
2 Ph2PLi  +  C3H6Cl2   →   Ph2PC3H6PPh2  +  2 LiCl
二膦是络合物二氯化[1,3-双(二苯基膦基)丙烷]镍的前驱体，该络合物通过混合等当量的配体和二氯化镍六水合物制得。该镍络合物可以作为Kumada偶联反应的催化剂。 dppp还用于络合二价钯催化剂，从而进行一氧化碳合乙烯的共聚反应得到聚酮。